# Гали (рапър)
Гали Амдуни (Ghali Amdouni), известен само като Гали (Ghali), е италиански рапър и музикален продуцент.

## Биография

### Ранни години (2011 – 2016)
Роден в Милано, Северна Италия, oт родители от Тунис, Гали прекарва голяма част от детството си в Баджо – квартал в покрайнините на града. Израства без баща си, който е арестуван още в ранното му детство. Като юноша  израства в среда на деградация и престъпност, като дори е арестуван като непълнолетен и прекарва период в затвора за непълнолетни „Чезаре Бекария“ в Милано.
Започва да се доближава до хип-хоп музиката използвайки псевдонима Фобия, по-късно променен на Гали Фо (Ghali Foh). През 2011 г. основава Труп Д'Елит (Troupe D'Elite) – група, която включва също рапъра Er Nyah (сега известен като Ерния), певицата Майте и продуцента Фонзи (сега известен като Fawzi). През същата година Гали получава обаждане от рапъра Гуè, който го подписва с неговия лейбъл Танта Роба. С течение на времето Гали става известен и благодарение на Федец, като го придружава на турнето му. На следващата година той и групата издават едноименния миниалбум Troupe D'Elite: критиците го определят като една от най-ниските точки на италианския хип-хоп, а групата е смятана на границата на лудостта. През юли 2013 г. Гали издава микстейпа Leader, като си сътрудничи с рапъри като Сфера Ебаста, Маруего и други. Година по-късно Труп Д'Елит прекратява договора с Танта Роба и издава албума Il mio giorno giorno („Любимият ми ден“) като независими изпълнители и с безплатно изтегляне на платформата Honiro.
От 2014 г. до 2016 г. Гали издава поредица от сингли, придружени с видеоклипове в канала си в Ютюб, благодарение на които печели популярност и които след това са включени в колекцията Lunga vita a Sto („Да живее Сто“), публикувана на 24 ноември 2017 г. През 2015 г. променя сценичното си име на Ghali.

### АлбумAlbum(2016-2017)
През 2016 г. Гали основава свой собствен звукозаписен лейбъл – Сто Рекърдс с цел да издава свой собствен солов материал. На 14 октомври той издава сингъла Ninna nanna чрез Спотифай, с който поставя нови рекорди за стрийминг в Италия, получавайки най-голям брой пускания през първия ден. Впоследствие сингълът достига върха на най-добрите сингли само благодарение на стрийминг слушане, като се има предвид, че изпълнителят първоначално решава да не го продава в магазините за дигитална музика. По-късно сингълът е сертифициран четворно платинен от FIMI за над 200 хил. продадени копия.
На 3 февруари 2017 г. е ред на втория сингъл Pizza kebab, който достига трета позиция в Топ синглите на Италия и е двойно платинен от FIMI. На 17 март Гали участва в създаването на първия сингъл на Чарли Чарлз на име Bimbi, в сътрудничество с Ици, Еркоми, Сфера Ебаста и Тедуа. На 27 март си партнира с френския рапър Лакрим в парчето Tristi, част от последния албум на Лакрим, озаглавен Force et Honneur. На 27 април сингълът Pizza kebab получава платинен сертификат от FIMI.
На 26 май 2017 г. Гали издава дебютния си албум Album, предшестван на 12 май от сингъла Happy Days и популяризиран на 1 септември от четвъртия сингъл Habibi, предшестван предишния месец от свързания видеоклип. Приблизително през същия период албумът е сертифициран платинен с над 50 хил. продадени копия, докато впоследствие е сертифициран за тройно платинен за над 150 хил. продадени копия. 

### Непубликувани песн и албумDNA(2018 – 2020)
През 2018 г. Гали издава поредица от самостоятелни сингли. Първият от тях е Cara Italia, представен на 26 януари, но вече популяризиран през зимата на 2017 г. в ремиксирана версия, използвана като рекламен спот на Водафон, чийто видеоклип излиза на следващия ден. На 4 май е ред на Peace & Love, създаден съвместно с рапъра Сфера Ебаста и продуцента Чарли Чарлз, който дебютира на върха на Топ синглите на Италия. На 25 май излиза Zingarello – сингъл, роден от сътрудничеството на рапъра с продуцента Сик Люк.
През същата година Гали също си сътрудничи с Капо Плаза върху песента Ne è val worth, включена в албума на Плаза 20, издаден на 20 април чрез Сто Рекърдс. Между октомври и ноември 2018 г. се провежда турнето Ghali in tour, където рапърът изпълнява на основните италиански арени, включително на Медиоланум Форум в Асаго и Спортната палата в Рим.
През 2019 г. Гали продължава да издава неиздавани досега сингли, започвайки на 15 март с I Love You, продуциран от Дзеф. На 21 юни едновременно излизат Turbococco и Hasta la vista, като първият е придружен от видеоклип. На 5 юли излиза микстейпът Machete Mixtape 4, в който Гали присъства в песента Goku заедно със Сик Люк. През лятото на същата година той организира четири срещи в Европа, като също участва във фестивала Томороуленд.
На 21 февруари 2020 г. той издава втория си албум DNA („ДНК“), характеризиращ се с повече хип-хоп и поп звуци, а не с трап. Издаването му е предшествано от синглите Flashback, продуцирани от Мейс и представени на 11 ноември 2019 г., и Boogieman, в сътрудничество със Салмо и разпространени от 17 януари 2020 г. Третият сингъл Good Times излиза на 3 април след успеха, постигнат през предходния период, включително дебюта на върха на Топ синглите.

### Албум Sensazione ultraи други проекти (2021 – 2023)
През февруари 2021 г. Гали разкрива, че работи върху нов материал за трети студиен албум, разкривайки два месеца по-късно, че е завършил първия сингъл от проекта за запис. На 22 юни излиза самостоятелният сингъл Chiagne Ancora, резултат от сътрудничеството с Либерато и Джей Лорд. На 29 октомври рапърът прави сингъла Wallah достъпен заедно със свързаното музикално видео, последвано през април 2022 г. от следващите сингли Walo и Fortuna. Озаглавен Sensazione ultra („Ултра сензация“), албумът е издаден на 20 май 2022 г.
През 2023 г. участва в песните Alo Alo на Нойзи и Tiffany на Бейби Ганг, както и в сингъла Puta на Sixpm и Гуè. Впоследствие той допринася за създаването на албума La Divina Commedia на Тедуа, като написва песента Hoe в сътрудничество със Сфера Ебаста, като по този начин отваря кариерата си като автор за други изпълнители. През същата година той се завръща, за да си сътрудничи с Чарли Чарлз по сингъла Obladi oblada. През същата година с лейбъла Сто Рекърдс излиза микстейпът No Regular Music от диджей продуцентите Сед Турс и KIID; в него Гали се появява в песента Bus Freestyle.

### АлбумPizza Kebab Vol.1(2023 – 2024)
На 27 ноември 2023 г. Гали изненадващо разкрива издаването на своя четвърти албум с неиздавани песни, озаглавен Pizza Kebab Vol. 1, който излиза на 1 декември. Албумът съдържа 14 песни, някои от които се гордеят с участието на различни изпълнители като Жеолир, Люшè и някои членове на Дарк Поло Ганг.
През февруари 2024 г. Гали участва в 74-тото издание на Фестивала на италианската песен в Санремо с песента Casa mia („Моят дом“), която се класира на четвърто място във финалната вечер на събитието.

## Музикални влияния
Гали заявява, че певците Строме и Майкъл Джексън са имали силно влияние върху неговия музикален стил, а Джованоти също е един от любимите му изпълнители. Обложката на Album – първият му албум, също представлява почит на Гали към тези на албумите Michael на Майкъл Джексън и Culture на Мигос.

## Дискография

### Като солист
Студийни албуми
- 2017 – Album
- 2020 – DNA
- 2022 – Sensazione ultra
- 2023 – Pizza Kebab Vol.1

Колекции
- 2017 – Lunga vita a Sto

### С Труп Д'Елит
Студийни албуми
- 2014 – Il mio giorno preferito

Миниалбуми
- 2012 – Troupe D'Elite EP

### Автор за други изпълнители
- 2023 – Hoe (Тедуа feat. Сфера Ебаста) от La Divina Commedia

## Филмография

### Гласов дубльор
- City of Lies - L'ora della verità (City of Lies), реж. Брад Фърман (2018)

### Музикални видеоклипове
- Optional (2016)
- Cazzo Mene (2016)
- Mamma (2016)
- Non lo so ft. Ици (2016)
- Sempre me (2016)
- Marijuana (2016)
- Dende (2017)
- Wily Wily (2017)
- Ninna nanna (2017)
- Happy Days (2018)
- Habibi (2018)
- Cara Italia (2018)
- Ricchi dentro (2019)
- I Love You (2020)
- Turbococco (2020)
- Goku (2020)
- Boogieman ft. Салмо (2020)
- Good Times (2021)
- Marymango ft. та Сюприм
- Milf ft. Такси Б (2021)
- Barcellona (2021)
- 1993 (2021)
- Chiagne ancora ft Либерато, Джей Лорд
- Wallah (2022)
- Peter Parker (2023)
- Pare ft. Мадам (2023)
- Bravo (2023)
- Free Solo ft Маракеш (2023)
- Sensazione Ultra (2023)
- Crazy (2023)
- Moon Rage ft Аксел (2023)
- Drari ft Бейби Ганг (2023)
- Bayna (2023)
- Sto (2024)
- Ora d'aria (2024)
- Casa mia (2024)

̟